# سنت مری بورن
سنت مری بورن (به انگلیسی: St Mary Bourne) یک روستا و محله مدنی در بریتانیا است که در Basingstoke and Deane واقع شده‌است. سنت مری بورن ۱٬۲۹۸ نفر جمعیت دارد.